# مارثا كوري (محاكمات السحر في سالم)
Martha Corey مارثا كوري (1619/1620 - 22 سبتمبر 1692) اتهمت وأدينت بتهمة ممارسة السحر عام 1692 خلال محاكمات السحر في سالم، جنبا إلى جنب مع زوجها، جايلز كوري.
كان المجتمع مندهش لرؤية مارثا تتهم، فقد كانت معروفة بالتقوى والتردد على الكنيسة. ولم تظهر أبدا الدعم في محاكمات السحر، نظرا لأنها لا تؤمن بوجود السحرة.
وكانت صريحة في اعتقادها أن المشتكين كانوا يكذبون، وعند سماع هذا، أتهمتها فتاتان صغيرتان آن بوتنام الابنة وميرسي لويس فورا بالسحر.
كانت على علم بمستوى الجنون في القرية، وعندما ذهبت إلى المحاكمة كانت ببساطة صادقة عن براءتها ولم يشك أحد بأنها سوف يتم تبرئتها.
شهدت الفتيات ضدها خلال الفحص، وطلبت مارثا من القاضي أن لا يصدق انفعالات الأطفال هستيري.
بدأت الفتيات محاكاة حركات لها كما لو كن تحت سيطرتها، وأضافت ميرسي لويس «وهناك الرجل الذي يهمس في أذنها».
سألها جون هاثورن إذا كان هذا الرجل هو الشيطان ثم بكت آن بوتنام الابنة قائلة أن مارثا كوري كانت تمص طيراً أصفراً على يدها الذي كان دليلاً كافياً لإقناع هيئة المحلفين بذنبها.
وشنقت في 22 سبتمبر أيلول 1692. بالغة من العمر 72 عاما.
زوجها، جايلز، دافع عنها ضد الادعاءات، وفي الوقت نفسه كان قد أُتهم بالشعوذة أيضا.
ورفض الخضوع للمحاكمة وأعدم عن طريق الضغط، مات عن طريق السحق البطيء تحت كومة من الحجارة.
السبب الرئيسي الذي استشهد رفضه أن يحاكم أو أن يقول نعم أو كلا للحفاظ على تركته من مصادرتها من ورثته. عندما سأله الشريف كيف سيعترف، أجابه فقط عن طريق وضع المزيد من الوزن.
توفي في 19 سبتمبر 1692، قبل ثلاثة أيام من شنق زوجته مارثا. وبما أنه لم تتم إدانتهم، مرت تركته، وفقا لوصيته الأخيرة، لأولاده الذين آمنوا ببرائته.

## في الثقافة الشعبية
مارثا وزوجها على حد سواء أستخدموا كشخصيات في مسرحية آرثر ميلر The Crucible (على الرغم من مارثا تسمع فقط خارج خشبة المسرح). في تعديلات فيلم 1957 و1996 من مسرحية ميلر، ظهرت على الشاشة من قبل جين فوزير-جير وماري بات غليسون، على التوالي.

## وصلات خارجية
- The Salem Witch Trials of 1692